# Singoli al numero uno nella Billboard Streaming Songs nel 2016
Di seguito è proposta la lista dei singoli al numero uno nella Billboard Streaming Songs nel 2016.
La classifica delle Streaming Songs è redatta settimanalmente da Billboard e indica le canzoni più ascoltate nelle radio online, in on-demand e video sui più importanti servizi di streaming musicale statunitensi. I dati sono raccolti dalla Nielsen Broadcast Data Systems.

## Streaming Songs
| † | Indica la canzone con le migliori prestazioni del 2016 |

| Data         | Brano         | Artista                              | Streaming (in milioni) | Totale settimane al numero uno | Fonti  |
| ------------ | ------------- | ------------------------------------ | ---------------------- | ------------------------------ | ------ |
| 2 gennaio    | Sorry         | Justin Bieber                        | 23,7                   | 8                              | [ 5 ]  |
| 10 gennaio   | Sorry         | Justin Bieber                        | 24,4                   | 8                              | [ 6 ]  |
| 16 gennaio   | Sorry         | Justin Bieber                        | 23,2                   | 8                              | [ 7 ]  |
| 23 gennaio   | Sorry         | Justin Bieber                        | 20                     | 8                              | [ 8 ]  |
| 30 gennaio   | Sorry         | Justin Bieber                        | 20,5                   | 8                              | [ 9 ]  |
| 6 febbraio   | Sorry         | Justin Bieber                        | 20                     | 8                              | [ 10 ] |
| 13 febbraio  | Sorry         | Justin Bieber                        | 18,6                   | 8                              | [ 11 ] |
| 20 febbraio  | Pillowtalk    | Zayn                                 | 22,3                   | 1                              | [ 12 ] |
| 27 febbraio  | Sorry         | Justin Bieber                        | 17,8                   | 8                              | [ 13 ] |
| 5 marzo      | Work          | Rihanna feat. Drake                  | 25,8                   | 8                              | [ 14 ] |
| 12 marzo     | Work          | Rihanna feat. Drake                  | 46,5                   | 8                              | [ 15 ] |
| 19 marzo     | Work          | Rihanna feat. Drake                  | 44,4                   | 8                              | [ 16 ] |
| 26 marzo     | Work          | Rihanna feat. Drake                  | 36,9                   | 8                              | [ 17 ] |
| 2 aprile     | Work          | Rihanna feat. Drake                  | 34                     | 8                              | [ 18 ] |
| 9 aprile     | Work          | Rihanna feat. Drake                  | 31,6                   | 8                              | [ 19 ] |
| 16 aprile    | Work          | Rihanna feat. Drake                  | 28,8                   | 8                              | [ 20 ] |
| 23 aprile    | Work          | Rihanna feat. Drake                  | 27                     | 8                              | [ 21 ] |
| 30 aprile    | Panda †       | Desiigner                            | 28,5                   | 14                             | [ 22 ] |
| 7 maggio     | Panda †       | Desiigner                            | 35                     | 14                             | [ 23 ] |
| 14 maggio    | Panda †       | Desiigner                            | 36,6                   | 14                             | [ 24 ] |
| 21 maggio    | One Dance     | Drake feat. Wizkid & Kyla            | 37,4                   | 1                              | [ 25 ] |
| 28 maggio    | Panda †       | Desiigner                            | 38,5                   | 14                             | [ 26 ] |
| 4 giugno     | Panda †       | Desiigner                            | 40,1                   | 14                             | [ 27 ] |
| 11 giugno    | Panda †       | Desiigner                            | 38,6                   | 14                             | [ 28 ] |
| 18 giugno    | Panda †       | Desiigner                            | 34,6                   | 14                             | [ 29 ] |
| 25 giugno    | Panda †       | Desiigner                            | 32,4                   | 14                             | [ 30 ] |
| 2 luglio     | Panda †       | Desiigner                            | 29,3                   | 14                             | [ 31 ] |
| 9 luglio     | Panda †       | Desiigner                            | 26,8                   | 14                             | [ 32 ] |
| 16 luglio    | Panda †       | Desiigner                            | 25,9                   | 14                             | [ 33 ] |
| 23 luglio    | Panda †       | Desiigner                            | 24,7                   | 14                             | [ 34 ] |
| 30 luglio    | Panda †       | Desiigner                            | 21,8                   | 14                             | [ 35 ] |
| 6 agosto     | Panda †       | Desiigner                            | 20,1                   | 14                             | [ 36 ] |
| 13 agosto    | Cold Water    | Major Lazer feat. Justin Bieber & MØ | 19,6                   | 3                              | [ 37 ] |
| 20 agosto    | Cold Water    | Major Lazer feat. Justin Bieber & MØ | 18,9                   | 3                              | [ 38 ] |
| 27 agosto    | Cold Water    | Major Lazer feat. Justin Bieber & MØ | 19,6                   | 3                              | [ 39 ] |
| 3 settembre  | Closer        | The Chainsmokers feat. Halsey        | 23,1                   | 12                             | [ 40 ] |
| 10 settembre | Closer        | The Chainsmokers feat. Halsey        | 28,6                   | 12                             | [ 41 ] |
| 17 settembre | Closer        | The Chainsmokers feat. Halsey        | 36,8                   | 12                             | [ 42 ] |
| 24 settembre | Closer        | The Chainsmokers feat. Halsey        | 40,5                   | 12                             | [ 43 ] |
| 1º ottobre   | Closer        | The Chainsmokers feat. Halsey        | 39,5                   | 12                             | [ 44 ] |
| 8 ottobre    | Closer        | The Chainsmokers feat. Halsey        | 38,9                   | 12                             | [ 45 ] |
| 15 ottobre   | Closer        | The Chainsmokers feat. Halsey        | 37,8                   | 12                             | [ 46 ] |
| 22 ottobre   | Closer        | The Chainsmokers feat. Halsey        | 35,2                   | 12                             | [ 47 ] |
| 29 ottobre   | Closer        | The Chainsmokers feat. Halsey        | 33,2                   | 12                             | [ 48 ] |
| 5 novembre   | Closer        | The Chainsmokers feat. Halsey        | 32,1                   | 12                             | [ 49 ] |
| 12 novembre  | Closer        | The Chainsmokers feat. Halsey        | 31,9                   | 12                             | [ 50 ] |
| 19 novembre  | Closer        | The Chainsmokers feat. Halsey        | 28,7                   | 12                             | [ 51 ] |
| 26 novembre  | Black Beatles | Rae Sremmurd feat. Gucci Mane        | 43,3                   | 7                              | [ 52 ] |
| 3 dicembre   | Black Beatles | Rae Sremmurd feat. Gucci Mane        | 54,1                   | 7                              | [ 53 ] |
| 10 dicembre  | Black Beatles | Rae Sremmurd feat. Gucci Mane        | 55,9                   | 7                              | [ 54 ] |
| 17 dicembre  | Black Beatles | Rae Sremmurd feat. Gucci Mane        | 42                     | 7                              | [ 55 ] |
| 24 dicembre  | Black Beatles | Rae Sremmurd feat. Gucci Mane        | 38                     | 7                              | [ 56 ] |
| 31 dicembre  | Black Beatles | Rae Sremmurd feat. Gucci Mane        | 32,7                   | 7                              | [ 57 ] |

Note:
1. ↑  Ha raggiunto il numero uno anche nel 2017.